# Ответен удар (2001)
Ответен удар (на английски: Backlash) е третото годишно pay-per-view събитие от поредицата Ответен удар, продуцирано от Световната федерация по кеч (WWF). Събитието се провежда на 29 април 2001 г. в Роузмънт, Илинойс.

## Обща информация
Основното събитие е отборен мач „победителят взима всичко“, в който шампионът на WWF Ледения Стив Остин се обединява с Интерконтиненталният шампион Трите Хикса, за да спечелят Световните отборни титли на WWF. Условията са, че ако Остин и Трите Хикса спечелят, те ще станат новите отборни шампиони, а ако Гробаря и Кейн спечелят, Титлата на WWF и Интерконтиненталната титла ще им бъдат присъдени, въз основа на това кой кого е туширал.

## Резултати
| №                                         | Резултати | Правила | Време |
| ----------------------------------------- | --- | --- | ----- |
| 1                                         | X-Factor (Албърт, Джъстин Кредибъл и Екс Пак) побеждават Дъдли бойз (Бъба Рей Дъдли, Дивон Дъдли и Спайк Дъдли)                                                                               | Шесторен отборен мач | 8:00  |
| 2                                         | Райно (ш) поб. Гарвана | Хардкор мач за Хардкор титлата на WWF                                                                                       | 8:11  |
| 3                                         | Уилям Ригъл поб. Крис Джерико | Мач Правила на Херцогинята на Куинсбъри                                                                                     | 12:34 |
| 4                                         | Крис Беноа поб. Кърт Енгъл 4-3 време за внезапна смърт | 30-минутен Върховен мач с предаване                                                                                         | 31:33 |
| 5                                         | Шейн Макмеън поб. Грамадата | Мач Последният оцелял | 11:55 |
| 6                                         | Мат Харди (ш) поб. Крисчън и Еди Гереро | Мач Тройна заплаха за Европейската титла на WWF                                                                             | 6:37  |
| 7                                         | Двама на мощно пътешествие (Ледения Стив Остин (ш - WWF) и Трите Хикса (ш - Интерконтинентален) (със Стефани Макмеън–Хелмсли) поб. Братята на разрушението (Кейн и Гробаря) (c - WWF Отборни) | Отборен мач Победителят взима всичко за Световните отборни титли на WWF, Интерконтиненталната титла на WWF и Титлата на WWF | 25:02 |
| - (ш) – указва шампиона/шампионите в мача | | |       |